# Császártöltés
Császártöltés (deutsch Kaiserdamm) ist eine Gemeinde im Kreis Kiskőrös, der im Komitat Bács-Kiskun im Süden Ungarns liegt.

## Geografische Lage
Császártöltés liegt im Süden Ungarns, im Westen der Großen Ungarische Tiefebene in der Nähe der Donau, zehn Kilometer vom Kecel entfernt, unweit von Kiskőrös. Die Deutschen nennen den Ort Tschasartet oder Kaiserdamm, die Kroaten nennen ihn Tetiš oder Tuotiš. Durch Császártöltés führt der Fernwanderweg Alföldi Kéktúra bzw. der Europäische Fernwanderweg E7.

## Geschichte
Nach der Verwüstung durch die Türken rief Maria Theresia auf Initiative des Erzbischofs Patasich Gabor deutsche Siedler ins Land. So wurde Császártöltés im Jahr 1744 von Siedlern gegründet, die auf der Donau mit Flößen aus Oberschwaben kamen. Sie legten die Sümpfe trocken und bauten sich Häuser. Nach dem Zweiten Weltkrieg wurden die meisten Nachkommen nach Deutschland zwangsumgesiedelt. Nur wenige kehrten später wieder zurück.

## Bevölkerungsstruktur
80 Prozent der Einwohner haben deutsche Vorfahren. Die meisten anderen sind ungarnstämmig, doch auch einige Kroaten und Roma siedelten sich im Ort an. Die Nationalitäten leben harmonisch miteinander. In Kindergarten und Schule wird die deutsche Sprache gelehrt.

## Klima und Wirtschaft
Das Klima ist kontinental, mit heißen und regenarmen Sommern. In den Vorgärten gibt es deshalb viele Obstbäume. Der Grundwasserspiegel liegt sehr tief, sodass das Trinkwasser aus 200 m Tiefe gefördert werden muss. In Tschasartet stehen ca. 950 Wohnhäuser und viele Weinkeller, die einfach in den Lehmboden gegraben wurden. Der Weinbau ist ein wesentliches wirtschaftliches Standbein der Einwohner. Die Anbaufläche hierfür beträgt 950 Hektar. 40 Prozent der Gemeindefläche sind Wald, der Rest besteht aus Ackerland, Wiesenflächen und Weideland, verwaltet von einer Landwirtschaftskooperative und einem staatlichen Hofgut. Viele Einwohner halten sich Rinder, Schweine und Geflügel. Arbeitsplätze existieren in der Landwirtschaft, in der örtlichen Textilfabrik, in der Industriekooperative, bei der Getränkeabfüllung oder in den ansässigen Dienstleistungsunternehmen.

## Infrastruktur- und Erholungseinrichtungen
- Kinderpflegestätten
- Kindergärten
- Grundschule
- Gymnasium
- Rathaus
- Tagesheim für ältere Menschen
- Kulturzentrum mit Sporthalle
- Sportplatz mit Tennisplatz
- Kirche
- Gesundheitsdienst
- Psychotherapeutisches Zentrum
- Medizinisches Labor
- Fischteich
- Waldpark

Eine Trachtentanzgruppe und eine Blaskapelle sind Bestandteil des kulturellen Lebens.

## Städtepartnerschaften
- Deggenhausertal, Deutschland (seit 24. Juni 1992)[2]
- Krenglbach, Österreich (seit 4. Juni 1994)